# Lucía Aldana
Pour les articles homonymes, voir Aldana (homonymie).
Carmen Lucía Aldana Roldán (Cali, 9 mars 1992) est une reine de beauté et un mannequin colombien, gagnante du concours de Miss Valle del Cauca 2012 et de la 60e édition du concours national de beauté de la Colombie : Miss Colombie 2012. C'est la dixième fois qu'une Miss Valle del Cauca (département de Colombie) est élue Miss Colombie.

## Vie privée
Lucía Aldana Roldán est la fille de Héctor Aldana Gómez y María Consuelo Roldán. Elle est la benjamine d'une famille de 4 frères et sœurs : de Héctor Aldana Gómez y María Consuelo Roldán. 
Elle est une diplômée de l'Institution éducative technique industrielle de la commune 17 de Cali. Etudiante en Communication social et Journalisme à l'Université autonome de l'Occident de Cali, elle poursuit actuellement ses études professionnelles à l'Université Jorge Lozano à Bogota.
Elle a épousé l'acteur Pedro Pallares en août 2014.

## Miss Colombie 2012-2013
Lucía Aldana a été couronnée Miss Colombie 2012 par Daniella Alvarez (Miss Colombie 2011) durant la 78e édition du concours de beauté, qui a eu lieu le 12 novembre 2012 au Centre des conventions Julio César Turbay Ayala, dans l'auditorium Getsemani, Carthagène des Indes. 
Dès le début du concours, elle été la grande favorite du public, notamment pour sa beauté et sa simplicité. Durant le gala, elle a convaincu le jury grâce à son élégance, ce qui lui a permis de gagner le concours.

## Miss Univers 2013
Lucía Aldana a participé en tant que représentante de la Colombie pour la 62e édition du concours Miss Univers, qui s'est déroulé le 9 novembre 2013, au Crocus City Hall à Moscou (Russie), où elle n'a pas réussi à se qualifier dans les semi-finalistes.